# Bernt Dahlbäck
Bernt Roland Dahlbäck (født 6. november 1939 i Skellefteå i Västerbotten, død 17. september 1978 i Valla, Sköldinge, Södermanland) var en svensk entertainer og komiker.

## Biografi
Bernt Dahlbäck var søn af kurator Allan Dahlbäck (1914–1997) og rengøringsdame Astrid, ugift Wickström (1906–1981) og bror til Erik Dahlbäck og onkel til Andreas og John Dahlbäck.
Dahlbäck dannede humorgruppen Gårunt Show i 1962. Gruppen lavede vellykkede ture i folkeparkerne i sidste halvdel af tresserne og indspillede flere grammofonplader. Flere af deres numre blev komediklassikere, herunder "Bagarberta", "Thank You Very Much" og "Juanita Banana"
I 1970 blev Gårunt Show opløst, og Dahlbäck fortsatte alene. Han spillede revy med Tjadden Hällström, lavede show med Git Gay og gæstestjernede med Hagge Geigert på Lisebergsteatern i Göteborg. Han lavede sine egne pubshows på Bacchi Wapen i Stockholm og på Restaurang Trägårn i Göteborg.
Bernt Dahlbäck sang "Kung Fup Af England" for Beppe Wolgers i den svenske dubbing af Disneys Robin Hood.
Flere af hans klassiske optagelser genudgives på CD'en Bernt Dahlbäcks Bästa kanoner, der blev udgivet i 2001.
Dahlbäck døde i 1978 af kræft. Han er begravet i Katrineholms gamle mindelund.

## Diskografi

### Albums
- 1971 - Full I Garv
- 1972 - Man Ska Spela För Varandra
- 1973 - Rabadaj!
- 1977 - Låtar Ni Sluppit Höra
- 1977 - God Juli
- 1978 - Varning! Den Mannen Är Galen!

### Singler
- 1970 - Fyrvaktarens Katarina / Hejsan Grabbar
- 1971 - Är Det Konstigt Att Man Längtar Bort Nån Gång? / Delsbovalsen
- 1972 - Syster Jane / Lasse Och...
- 1976 - Bernt Dahlbäcks Julskiva
- 1977 - Bumpa På / Ba-Babba-Babba
- 1978 - Varning!!! Bernt Dahlbäck
- 1978 - Biffar Och Fläsk / Skogens Sköna Sång